# Zatoka Wyborska
Zatoka Wyborska (ros. Выборгский залив, fin. Viipurinlahti, szw. Viken Viborgska) – zatoka w północno-wschodniej części Morza Bałtyckiego, w pobliżu wschodniego krańca Zatoki Fińskiej, u wybrzeży Rosji. Zatoka połączona jest kanałem Saimaańskim z największym fińskim jeziorem Saimaa. 
W 1790 roku podczas wojny rosyjsko-szwedzkiej w latach 1788–1790, zatoka ta była „sceną” jednej z największych bitew morskich w historii świata, tzw. bitwy o Zatokę Wyborską, w której udział brało blisko 498 statków flot rosyjskiej i szwedzkiej. Zatoka była także miejscem zmagań wojsk radzieckich i fińskich podczas wojny kontynuacyjnej w latach 1941–1944.